# Vinni-Pukh

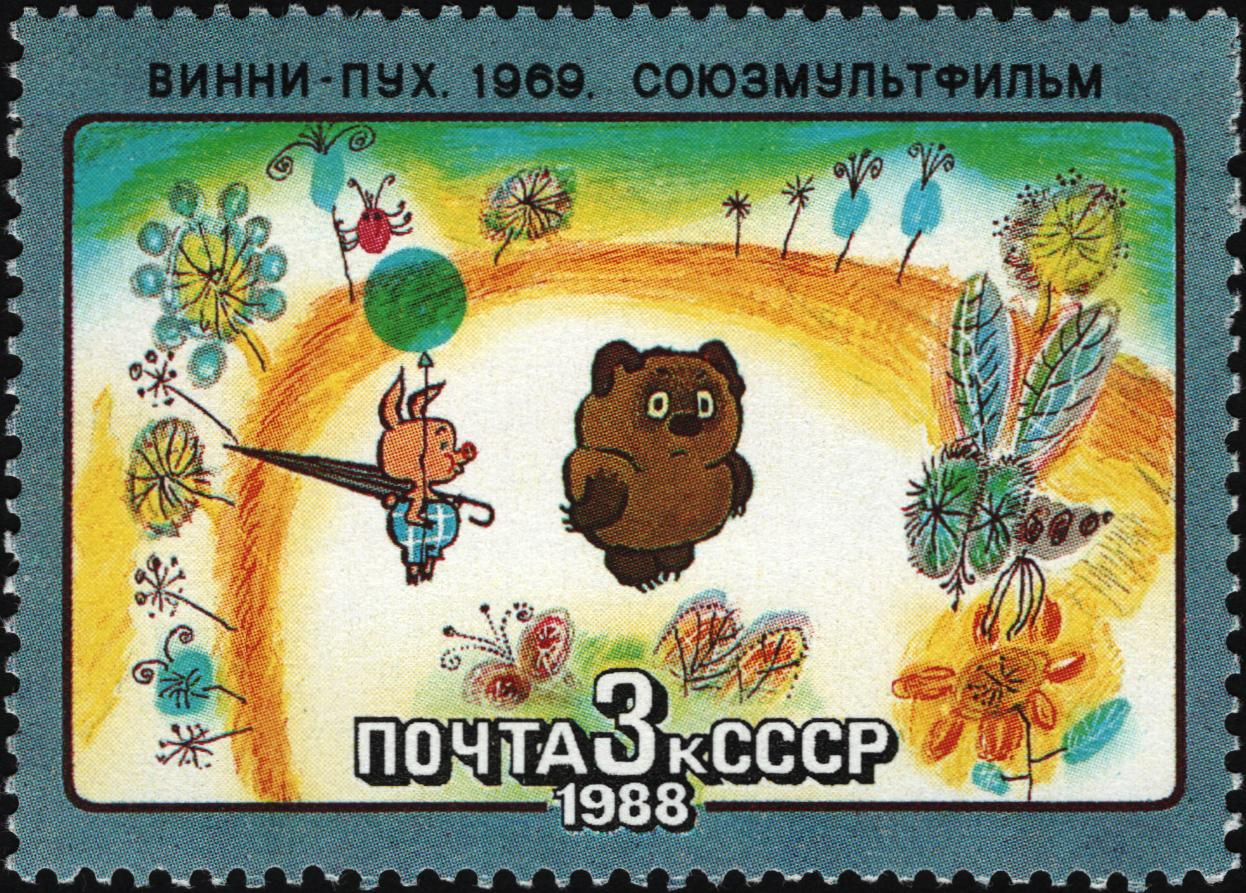
Segell soviètic de 1988 amb Vinni-Pukh i el Porquet.

Vinni-Pukh (rus: Ви́нни-Пух) és una sèrie soviètica formada de tres curtmetratges d'animació dirigits per Fiódor Khitruk els anys 1969, 1971 i 1972, respectivament, per a l'estudi d'animació Soiuzmultfilm.
Els curts són una adaptació cinematogràfica dels personatges i de les històries de la novel·la Winnie-the-Pooh d'Alan Alexander Milne. Els tres capítols que formen la sèrie són:
- Vinni-Pukh (Винни-Пух, 1969), duració: 10 minuts i 42 seg.
- Vinni-Pukh va de visita (Винни-Пух идёт в гости, 1971), duració: 9 min. i 58 sеg.
- Vinni-Pukh i el dia de preocupacions (Винни-Пух и день забот, 1972, duració: 10 min. i 08 seg.

## El personatge
Vinni-Pukh és un os bru que viu al bosc i a qui li agrada molt menjar mel. Els seus amics són un porquet, un conill i un ase. L'actor que li va posar veu va ser Ievgueni Leónov.
La versió animada de Fiódor Khitruk destaca perquè l'os Winnie té un aspecte ben diferent de les versions de Walt Disney i de les il·lustracions originals de Shepard: en comptes de ser groc o roig, l'os de la versió soviètica és marró.

## Equip tècnic
| Director           | Fiódor Khitruk |
| Guionista          | Borís Zakhoder (Борис Заходер), Fiódor Khitruk (Фёдор Хитрук) |
| Realitzador        | Eduard Nazàrov (Эдуард Назаров), Vladímir Zuikov (Владимир Зуйков) |
| Il·lustradors      | Roman Mitrofànov (Роман Митрофанов), T. Kazàntseva (Т. Казанцева), O. Vorobiova (О. Воробьёва), Mstislav Kupratx (Мстислав Купрач)                                                                                       |
| Animadors          | S. Jutóvskaia (С. Жутовская), Natàlia Bogomólova (Наталия Богомолова), Maria Motruk (Мария Мотрук), Gennadi Sokolski (Геннадий Сокольский), Violetta Kolésnikova (Виолетта Колесникова)                                  |
| Operador de càmera | N. Klímova (Н. Климова) |
| Director d'imatge  | Liubov Butírina (Любовь Бутырина) |
| Compositor         | Moïssei Vàinberg (Моисей Вайнберг) |
| Tècnic de so       | Gueorgui Martiniuk (Георгий Мартынюк) |
| Redactor           | Raïssa Fritxínskaia (Раиса Фричинская) |
| Veus               | Vladímir Óssenev (Владимир Осенев), Evgueni Leónov (Евгений Леонов) (Vinni-Pukh), Ia Sàvvina (Ия Саввина) (Piatatxok, el Porquet), Erast Garin (Эраст Гарин) (Ia), Zinaïda Naríxkina (Зинаида Нарышкина) (Sovà, l'Òliba) |
| Muntatge           | Nina Maiórova (Нина Майорова) |